# Dimensioneringskontroll enligt EKS

Punktlast i 45 graders vinkel.

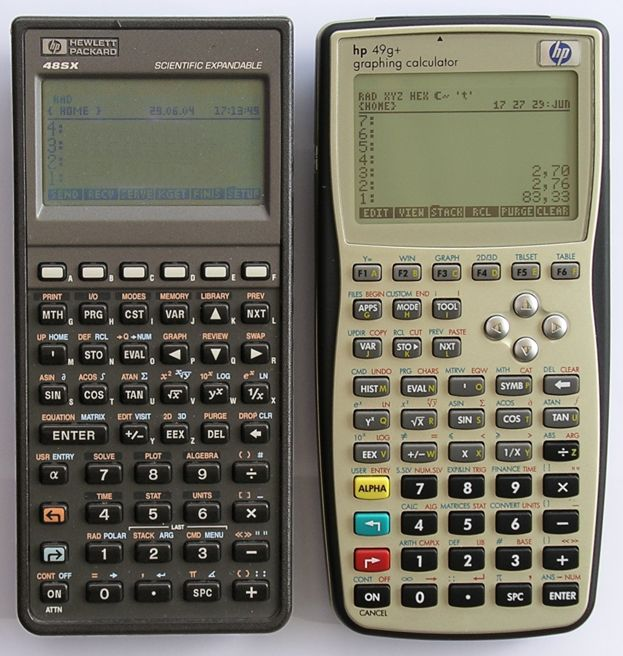
Räknare

Med dimensioneringskontroll enligt EKS (Europeiska konstruktionsstandarder) avses byggherrens kontroll av dimensioneringsförutsättningar, bygghandlingar och beräkningar. 
Dimensioneringskontrollen är den enda obligatoriska egenkontrollen för projektering av bärande konstruktioner, vilka dimensioneras enligt EKS.
Graden av organisatorisk och ekonomisk självständighet bör ökas för den som utför dimensioneringskontroll med projektets komplexitet. 
Dimensioneringskontrollen skall utföras för konstruktioner i säkerhetsklass 2 och 3, men den behöver inte utföras för konstruktioner i säkerhetsklass 1.
Krav på att dimensioneringkontrollen utförs bör finnas med i kontrollplanen enligt PBL.
Dimensioneringskontrollen bör vara klar innan startbesked ges för de delar som omfattas av startbeskedet.
En av de rekommendationer Statens haverikommission gav Boverket i samband med Ystadraset var att tydliggöra betydelsen av dimensioneringskontroll vid upprättande av kontrollplaner.

## Vad som skall ingå i dimensioneringskontrollen
Anvisningar för vad som skall ingå i dimensioneringskontrollen finns i EKS § 25.
I EKS står att dimensioneringskontroll normalt bör omfatta kontroll av att
- de antaganden som dimensioneringen baseras på överensstämmer med de krav som ställs för ifrågavarande byggnad,
- antaganden om egenskaper hos byggmaterial samt jord och berg är tillämpliga,
- antaganden om laster och materialpåverkan är tillämpliga,
- valda beräkningsmodeller är lämpliga,
- valda beräkningsmetoder är lämpliga,
- grafiska eller numeriska beräkningar är korrekt genomförda,
- valda provningsmetoder är lämpliga,
- beräkningsresultaten är korrekt överförda till bygghandlingar

## Hur dimensioneringskontrollen skall dokumenteras
I EKS står att det i konstruktionsdokumentationen skall finnas uppgifter om dimensioneringskontrollens omfattning och vem som har utfört kontrollen. Dessutom står det att resultaten av utförda kontroller skall dokumenteras och att eventuella avvikelser med tillhörande åtgärder skall dokumenteras liksom andra uppgifter av betydelse för den färdiga konstruktionens kvalitet.

## Andra länders motsvarighet till dimensioneringskontroll och kontroll enligt EN 1990 bilaga B, vilket kan ge vägledning vad det gäller hantering av dimensioneringskontrollen
Vad gäller det som motsvarar dimensioneringskontrollen i andra länder finns tydligare anvisningar rörande vad som skall kontrolleras, omfattningen av kontrollen, samt kravet på oberoende hos den som utför kontrollen, än vad det gör i Sverige för dimensioneringskontrollen. Dessa kan användas för vägledning då det gäller att bestämma hur dimensioneringskontrollen skall utformas och hanteras. Vanligen är hur kontrollerna behöver utföras och omfattning av dem styrt av vilken konsekvensklass, enligt EN 1990 och EN 1991-1-7, konstruktionen är att hänföra till.
I de danska nationella annexet till EN 1990, DS/EN 1990 DK NA, hittar man exempel på krav på oberoende för kontrollen av byggnader i olika konsekvensklasser. Samman med detta hänger SBi-anvisning 271 Dokumentation og kontrol af bærende konstruktioner i vars avsnitt 5 man hittar anvisningar för omfattning av kontroller för byggnader i olika konsekvenskalasser. En del av nyheterna i EKS så som konstruktionsdokumentation och förundersökning känner man igen från denna anvisning.
Ett annat sådant system för kontroll är det som beskrivs i Guidance Note 12 - Building Risk Group Matrix utgiven av Structural Engineers Registration Ltd, hemmahörande i Skottland. I Designers' Guide to Eurocode: Basis of structural design: Basis of structural design EN 1990 Second edition, Kapitel 8 finns exempel på både omfattning och oberoende av kontroll för konstruktioner i olika konservensklasser.
Bland förslagen till uppdateringar av EN 1990 i dokumentet Recommendations for amendments to EN 1990 hittar man bland det som gäller bilaga B förslag på krav på utförande och omfattning av kontroll projektering och utförande.

## Olyckor och kollaps till följd av bristande dimensioneringskontroll

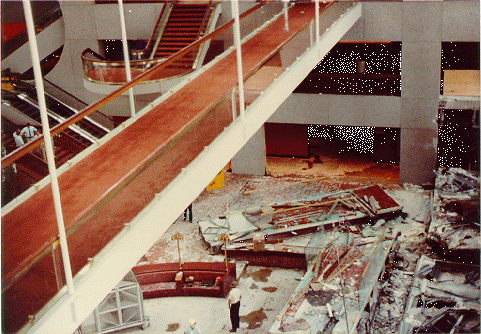
Hyatt Regency-raset

Avsaknad eller brister i dimensioneringskontrollen har utpekats som en orsak till olyckor och kollaps. Brister i dimensioneringskontrollen anses vara en av orsakerna till Kistaraset.
Det anses vara en vanlig orsak till att tak rasar då det snöar. Det anses även vara en av orsakerna till Ystadraset.